# Verteilungstyp
Verteilungstyp ist ein Fachbegriff der Wahrscheinlichkeitstheorie für die Zugehörigkeit einer reellen Zufallsvariablen zu einer linearen Transformationsfamilie von Wahrscheinlichkeitsverteilungen, der aber in der angewandten Statistik auch abweichend für die Zugehörigkeit zu einer parametrischen Familie von Wahrscheinlichkeitsverteilungen verwendet wird.

## Verteilungstyp im Sinn der Wahrscheinlichkeitstheorie

### Definition
Der Verteilungstyp einer reellen Zufallsvariablen {\displaystyle X} ist die Familie von Wahrscheinlichkeitsverteilungen, die alle Wahrscheinlichkeitsverteilungen von Zufallsvariablen
{\displaystyle Y=a+bX,\quad a,b\in \mathbb {R} ,\quad b>0}
enthält.

### Beispiele
- Wenn {\displaystyle X} normalverteilt ist, dann ist der Verteilungstyp die Familie der Normalverteilungen.
- Wenn {\displaystyle X} Bernoulli-verteilt mit dem Bernoulliparameter {\displaystyle 0<\pi <1} ist, d. h.

{\displaystyle P(X=1)=\pi =1-P(X=0)\;,}
dann ist der Verteilungstyp von {\displaystyle X} die Menge derjenigen Zweipunktverteilungen, für die 
{\displaystyle P(Y=c)=1-\pi ,\quad P(Y=d)=\pi ,\quad {\text{für }}-\infty <c<d<+\infty }
gilt.
- Wenn {\displaystyle X} binomialverteilt mit den Parametern {\displaystyle n\in \mathbb {N} } und {\displaystyle 0<\pi <1} ist, dann ist der Verteilungstyp von {\displaystyle X} keine Teilmenge der Binomialverteilungen {\displaystyle \{\mathrm {Bin} (n,\pi )\mid n\in \mathbb {N} ,\pi \in (0,1)\}}.

### Eigenschaften und Anwendungen
- Es besteht eine enge Beziehung zum Konzept der Lage-Skalen-Familie.
- Das Konzept des Verteilungstyps wird zur Definition des stabilen Verteilungstyps und damit zusammenhängend zur Charakterisierung des Anziehungsbereichs einer Verteilungsfunktion[2] und zur Typeneinteilung von Extremwertverteilungen[3] verwendet.
- Zwischen der Verteilungsfunktion {\displaystyle F_{X}} der Zufallsvariablen {\displaystyle X} und der Verteilungsfunktion {\displaystyle F_{Y}} einer linear transformierten Zufallsvariablen {\displaystyle Y=a+bX} mit {\displaystyle b>0} bestehen die Zusammenhänge

{\displaystyle F_{Y}(t)=F_{X}\left({\frac {t-a}{b}}\right)\quad {\text{für alle }}t\in \mathbb {R} }
und
{\displaystyle F_{X}(t)=F_{Y}(a+bt)\quad {\text{für alle }}t\in \mathbb {R} .}
Ein Verteilungstyp kann daher durch die Angabe einer Verteilungsfunktion charakterisiert werden. Es ist daher auch folgende Definition ohne Bezug auf Zufallsvariablen üblich: Zwei eindimensionale Verteilungsfunktion {\displaystyle F} und {\displaystyle G} sind vom selben Typ, wenn es Zahlen {\displaystyle a\in \mathbb {R} } und {\displaystyle b>0} gibt mit 
{\displaystyle G(x)=F(a+bx)\quad {\text{für alle }}x\in \mathbb {R} \;.}
Diese Definition wird z. B. bei der Formulierung des Satzes über Typenkonvergenz verwendet.

### Stabiler Verteilungstyp

#### Definition
Ein Verteilungstyp heißt stabil, wenn für zwei stochastisch unabhängige Zufallsvariablen dieses Verteilungstyps auch die Summe zu diesem Verteilungstyp gehört. Eine Verteilung, die einem stabilen Verteilungstyp angehört, heißt auch stabile Verteilung.
Für diskrete Verteilungen gibt es den Begriff der diskret-stabilen Verteilung.

#### Eigenschaften
Alle stabilen Verteilungstypen sind vollständig durch die alpha-stabilen Verteilungen beschrieben, wobei jeder charakteristische Exponent {\displaystyle \alpha \in (0,2]} einen stabilen Verteilungstyp festlegt. Für {\displaystyle \alpha =2} ergibt sich als stabiler Verteilungstyp die Familie der Normalverteilungen.

### Verteilungstypen von Extremwertverteilungen
Die Verteilungstypen von Extremwertverteilungen, die im Zusammenhang mit dem Maximum stochastisch unabhängiger und identisch verteilter Zufallsvariablen als nichtausgeartete Grenzverteilungen auftreten können, werden durch drei Typen von Verteilungsfunktionen beschrieben:
Typ I oder Gumbel-Typ
{\displaystyle \Lambda (x)=\exp(-e^{-x}),\quad x\in \mathbb {R} }
Typ II oder Fréchet-Typ
{\displaystyle \Phi _{\alpha }(x)={\begin{cases}0&{\text{für }}x\leq 0\\\exp(-x^{-\alpha })&{\text{für }}x>0\end{cases}},\quad \alpha >0}
Typ III oder Weibull-Typ
{\displaystyle \Psi _{\alpha }(x)={\begin{cases}\exp(-(-x)^{\alpha })&{\text{für }}x\leq 0\\1&{\text{für }}x>0\end{cases}},\quad \alpha >0}
Der Typ I ist die Verteilungsfunktion einer Gumbel-Verteilung. Die Typen II und III enthalten für jedes {\displaystyle \alpha >0} eine Verteilungsfunktion {\displaystyle \Phi _{\alpha }} bzw. {\displaystyle \Psi _{\alpha }}, die jeweils einen Verteilungstyp im Sinn der obigen Definition charakterisiert. {\displaystyle \Phi _{\alpha }} ist die Verteilungsfunktion einer speziellen Fréchet-Verteilung. Wenn {\displaystyle X} die Verteilungsfunktion {\displaystyle \Psi _{\alpha }} hat, dann hat die Zufallsvariable {\displaystyle Y=-X} eine Weibull-Verteilung mit der Verteilungsfunktion {\displaystyle F_{Y}(t)=1-\Psi _{\alpha }(-t),\;t\in \mathbb {R} }.
Wegen {\displaystyle \min\{X_{1},\dots ,X_{n}\}=-\max\{-X_{1},\dots ,-X_{n}\}} sind die Extremwertverteilungen, die im Zusammenhang mit dem Minimum stochastisch unabhängiger und identisch verteilter Zufallsvariablen als nichtausgeartete Grenzverteilungen auftreten können, durch die möglichen Verteilungen von {\displaystyle Y=-X} beschrieben, wenn {\displaystyle X} eine Extremwertverteilung für ein Maximum hat. Daraus ergeben sich folgende Extremwertverteilungen für das Minimum:
Typ I oder Gumbel-Typ
{\displaystyle \Lambda ^{-}(x)=1-\Lambda (-x)=1-\exp(-e^{x}),\quad x\in \mathbb {R} }
Typ II oder Fréchet-Typ
{\displaystyle \Phi _{\alpha }^{-}(x)=1-\Phi _{\alpha }(-x)={\begin{cases}1-\exp(-(-x)^{-\alpha })&{\text{für }}x<0\\1&{\text{für }}x\geq 0\end{cases}},\quad \alpha >0}
Typ III oder Weibull-Typ
{\displaystyle \Psi _{\alpha }^{-}(x)=1-\Psi _{\alpha }(-x)={\begin{cases}0&{\text{für }}x<0\\1-\exp(-x^{\alpha })&{\text{für }}x\geq 0\end{cases}},\quad \alpha >0}
Wenn {\displaystyle X} die Verteilungsfunktion {\displaystyle \Lambda ^{-}} hat, dann ist {\displaystyle -X} Gumbel-verteilt mit der Verteilungsfunktion {\displaystyle \Lambda }. Wenn {\displaystyle X} die Verteilungsfunktion {\displaystyle \Phi _{\alpha }^{-}} hat, dann ist {\displaystyle -X} Fréchet-verteilt mit der Verteilungsfunktion {\displaystyle \Phi _{\alpha }}. {\displaystyle \Psi _{\alpha }^{-}} ist die Verteilungsfunktion einer Weibull-Verteilung.

## Verteilungstyp im nicht-technischen Sinn
In Anwendungsbereichen der Statistik wird der Begriff Verteilungstyp auch in einem eher umgangssprachlichen Sinn für die Zugehörigkeit zu einer bestimmten parametrischen Verteilungsfamilie, wie der Familie der Normal-, Exponential-, Poisson- oder Binomialverteilungen, verwendet. Eine Formulierung der Art „{\displaystyle X} hat den Verteilungstyp einer Poissonverteilung“ meint dann „Die Verteilung von {\displaystyle X} gehört zur parametrischen Familie der Poissonverteilungen“ oder kürzer „{\displaystyle X} ist Poisson-verteilt“, wobei kein Bezug zum technischen Begriff des Verteilungstyps aus der Wahrscheinlichkeitstheorie besteht.
Bei einigen parametrischen Verteilungsfamilien, z. B. bei der Familie der Normalverteilungen und der Familie der Cauchy-Verteilungen, fallen die beiden Verwendungen des Begriffs Verteilungstyp zusammen.